# Antoine Mostaert
Antoon Jules Edmond Marie Joseph Mostaert, ou Antoine Mostaert (chinois : 田清波 ; pinyin : tián qīngbō ; EFEO : Tien), né à Bruges le 10 août 1881 et décédé à Tirlemont, le 2 juin 1971, est un missionnaire scheutiste, orientaliste, mongoliste et philologue belge.
C'est un des quatre auteurs de la méthode de Translittération VPMC, pour la romanisation de l'écriture ouïghoure, utilisée notamment en mongol et en mandchou.
Il a notamment travaillé sur le dialecte ordos du mongol.

## Biographie
De 1912 à 1915, il officie en tant que prêtre à l'église du Bourg de Chengchuan (城川镇 / Boru balɡasu), Bannière avant d'Otog, dans la ville-préfecture d'Ordos, en Mongolie-Intérieure.

## Œuvres
- Textes oraux ordos, recueillis et publiés avec introduction, notes morphologiques, commentaries et glossaire, Pei’ping, Cura Universitatis catholocae Pekini edita, coll. « Monumenta serica monograph » (no 1), 1937, LXX-768 p. (OCLC 976932807, BNF 39425570)
- (en) The Mongols of Kansu and their language, 193? (OCLC 17220155)
- Trois passages de l'histoire secrète des Mongols, Helsinki, Societas Orientalis Fennica, 1950 (BNF 32469323)